# Barangaroo
Barangaroo war eine selbstbestimmte Aborigine-Frau der Cammeraygal, einem Clan im Aborigines-Stamm der Eora. Sie war die zweite Frau des berühmten Aborigine Bennelong und lebte im 18. Jahrhundert in der Gegend, wo heute Sydney in Australien liegt.

## Leben
Barangaroo lehnte die europäischen Invasoren ab und setzte sich Bennelongs Bemühungen um einen versöhnlichen Umgang mit den Kolonisten und Gouverneur Arthur Phillip entgegen. Wie andere Frauen ihres Clans sorgte sie mit Fischfang mit kleinen selbst gebauten Kanus in den Buchten für die Ernährung. Dabei war sie geschickt mit Schnüren und Haken selbst bei stürmischen Winden erfolgreich, während die Männer lediglich sicher vom Ufer aus Fische mit Speeren jagten.
Sie war gegen jede Form von Verhandlung und weigerte sich, europäische Kleidung zu tragen oder Wein zu trinken. Diese Haltung missfiel Bennelong, weshalb er sie gewaltsam bestrafte.
Barangaroo hatte zwei Kinder. Als Barangaroo im Haus des Gouverneurs entbinden wollte, um in Verbindung mit dem traditionellen Land zu sein und das Krankenhaus zu vermeiden, von dem sie als einen Ort des Todes dachte, wurde ihr dies vom Gouverneur Phillip verweigert. Er überredete Bennelong, sie in das Krankenhaus zu bringen, wo sie kurz nach der Niederkunft starb. 
In Berichten aus erster Hand beschrieb Captain Watkin Tench von der First Fleet, wie Bennelong Barangaroo im Oktober 1790 den Weißen in einem Petticoat vorstellte. „Das war die Ziererei der Wildnis, und ihr Ehemann verspottete es mit uns. Bald hatten wir sie herausgelacht“ so Tench, „und der Petticoat wurde zögerlich fallen gelassen und Barangaroo stand dort nackt“. Tench sagte, auf Bennelongs Bitte hin „kämmten und schnitten wir ihr Haar und sie schien zufrieden mit dieser Maßnahme zu sein. Wein wollte sie nicht probieren, davon wendete sie sich mit Abscheu weg, obwohl sie durch Bennelongs Vorbild und sein Einreden dazu herzlich eingeladen wurde.“ Tench war überrascht, hier „inmitten einer Horde streunender Wilder im Wüstenabfall von New South Wales so etwas – wenn man die unvermeidlichen Unterschiede der Erziehung berücksichtigt – wie weibliche Unschuld, Weichheit und Bescheidenheit gefunden werden kann, wie es nur das ausgereifteste System einem bescheren kann.“
Weiter berichtete Tench von einer gewalttätigen Auseinandersetzung mit einem Soldaten. Dieser züchtigte einen Gefangenen, dem Diebstahl vorgeworfen war, mit einer Peitsche, woraufhin Barangaroo den Soldaten mit einem Stock schlug.

## Nachwirken
Im Oktober 2006 wurde ein 22 Hektar großes Gebiet im östlichen Teil von Sydney nördlich von Darling Harbour ihr zu Ehren offiziell Barangaroo benannt. Das Gebiet war ursprünglich ein Frachthafen und wurde als Gebiet ausgewiesen, auf dem Büros, Wohngebiete und Parks entwickelt werden können. Hier wurde die Eröffnungsmesse des Weltjugendtags 2008 gefeiert.